# Gâtlej
În anatomia vertebratelor, gâtlejul este partea interioară a gâtului, situat în fața vertebrei. Acesta conține faringele și laringe. O secțiune importantă este epiglota, care este o clapă ce separă esofagul de trahee în scopul prevenirii inhalării băuturii și a mâncării în plămâni. Gâtlejul conține diverse vase sangvine, mușchi faringieni, amigdaliene nazo-faringiene, amigdale, palatine uvulare, partea superioară a traheei și a esofagului și corzile vocale. Gâtul mamiferelor este format din două oase, osul hioid și clavicula. „Gâtlejul” este uneori considerat a fi sinonim pentru istmul fauces.